# Antonio Pérez Pérez (polític)
Antonio Pérez Pérez   (Benidorm, 2 de juny de 1968) és un polític valencià, alcalde del seu municipi des de 2015 i president de la Diputació d'Alacant des de 2023 pel Partit Popular (PP).
Actiu a la política local amb el PP des de 1992, accedeix a l'ajuntament de Benidorm (Marina Baixa) a les eleccions de 1995 de la mà de l'alcalde Vicent Pérez Devesa. Va exercir com a portaveu del PP i cap de l'oposició durant el període de l'alcalde socialista Agustín Navarro (2009-2015) fins que aconsegueix guanyar les eleccions de 2015 i accedir a l'alcaldia revalidant-la a les següents de 2019 i 2023.
El 2021, amb l'arribada de Carlos Mazón a la presidència regional del PP, Toni Pérez passa a liderar la direcció del partit a la província d'Alacant. També substituirà a Mazón a la presidència de la Diputació d'Alacant després que aquest aconseguira la victòria a les eleccions a les Corts Valencianes de 2023 i la presidència de la Generalitat Valenciana.